# Juan Andrés de Llaguno Fernández de Jauregui
Maestro de obras autor de varios templos del Valle de Ayala, Álava, Juan Andrés de Llaguno Fernández de Jauregui nació en Menagarai (Álava) a fines del siglo XVII. Familiarmente estuvo vinculado al marquesado de Villar del Águila, cuyos miembros fueron hacendados, políticos y hombres influyentes en México (Querétaro). Fue padre de Eugenio de Llaguno y Amírola. 

## Obra
Poseedor de una gran calidad y buena técnica constructiva como lo demuestran sus trabajos en las iglesias de San Román de Oquendo, Quejana y Luyando; todas ellas en Álava. En sus trabajos destaca la sobriedad y líneas clásicas.
Otros canteros y maestros de obra de Menagarai: Marcos de Gancedo Amézaga, Francisco de Gancedo, Manuel de Arechavala, Antonio de Arechederra, Cristóbal de Arecha, Antonio de Mendieta o Francisco de Chávarri.
- Datos: Q16584231